# Ryuji Kato
Ryuji Kato (加藤 竜二 Kato Ryuji?, nacido el 24 de diciembre de 1969 en Tokio), es un exfutbolista japonés. Jugaba de guardameta y su último club fue el Roasso Kumamoto de Japón.

## Trayectoria

### Clubes
| Club                 | País  | Año         |
| -------------------- | ----- | ----------- |
| Toho Titanium        | Japón | 1988 - 1991 |
| Tokyo Gas            | Japón | 1991 - 1993 |
| PJM Futures          | Japón | 1994        |
| Kashiwa Reysol       | Japón | 1995 - 1997 |
| Consadole Sapporo    | Japón | 1998 - 1999 |
| Sanfrecce Hiroshima  | Japón | 2000 - 2002 |
| Sagawa Express Tokyo | Japón | 2002 - 2004 |
| Rosso Kumamoto       | Japón | 2005 - 2007 |
| Roasso Kumamoto      | Japón | 2014        |

## Estadística de carrera

### J. League
| Club                | Año   | J. League | J. League | Copa J. League | Copa J. League | Total | Total |
| Club                | Año   | Part.     | Goles     | Part.          | Goles          | Part. | Goles |
| ------------------- | ----- | --------- | --------- | -------------- | -------------- | ----- | ----- |
| Kashiwa Reysol      | 1995  | 29        | 0         | -              | -              | 29    | 0     |
| Kashiwa Reysol      | 1996  | 1         | 0         | 0              | 0              | 1     | 0     |
| Kashiwa Reysol      | 1997  | 10        | 0         | 0              | 0              | 10    | 0     |
| Consadole Sapporo   | 1998  | 0         | 0         | 1              | 0              | 1     | 0     |
| Consadole Sapporo   | 1999  | 0         | 0         | 0              | 0              | 0     | 0     |
| Sanfrecce Hiroshima | 2000  | 0         | 0         | 0              | 0              | 0     | 0     |
| Sanfrecce Hiroshima | 2001  | 2         | 0         | 0              | 0              | 2     | 0     |
| Sanfrecce Hiroshima | 2002  | 0         | 0         | 0              | 0              | 0     | 0     |
| Roasso Kumamoto     | 2014  | 0         | 0         | -              | -              | 0     | 0     |
| Total               | Total | 42        | 0         | 1              | 0              | 43    | 0     |